# Степанов, Милан
Ми́лан Сте́панов (серб. Милан Степанов; род. 2 апреля 1983, Нови-Сад, СФРЮ) — сербский футболист, игравший на позиции центрального защитника. В 2006 и 2007 годах провёл 6 матчей в составе национальной сборной Сербии.

## Биография

### Клубная карьера
Милан начал выступать за основной состав «Войводины» в сезоне 2000/01, где через пять лет получил капитанскую повязку. Сезон 2006/07 он провёл в турецком «Трабзонспоре».
В декабре 2006 года сообщалось об интересе к Степанову со стороны английского «Челси» и итальянской «Фиорентины», однако в июле 2007 года сербский защитник перешёл в португальский клуб «Порту», с которым подписал четырёхлетний контракт. Сумма трансфера составила 3,5 миллиона евро. 28 ноября во встрече с «Ливерпулем» в Лиге чемпионов «Порту» потерпел поражение со счётом 1:4. Встреча была проиграна во многом из-за ошибок Степанова. После этого события Милан уступил место в основном составе ветерану команды Педру Эмануэлю. Ситуация обострилась на следующий сезон, когда на позицию центрального защитника был куплен Роланду.
25 июля 2009 года Милан отправился в аренду в клуб «Малага» из Испании. Также «Малага» получила приоритетное право на выкуп футболиста за 5 млн евро. В первой половине сезона он провёл всего 4 встречи, после чего 3 месяца провёл на скамейке запасных. Он вновь вышел на поле лишь 27 февраля во встрече против «Депортиво». Всего в чемпионате Испании Степанов сыграл 12 матчей.
Летом 2010 года Степанов вернулся в Турцию, подписав трёхлетний контракт с «Бурсаспором». Летом 2012 года Степанов перешёл в клуб «Мерсин Идманюрду», с которым заключил контракт на два года.

### Карьера в сборной
Милан выступал за сборную Сербии и Черногории на Олимпийских играх 2004 года. Команда заняла 4 место в группе C, вследствие чего и покинула турнир.
Дебют в главной команде Сербии пришёлся на товарищеский матч против сборной Чехии, в котором он был удалён. Встреча состоялась 16 августа 2006 года. Также он провёл несколько встреч в отборочном турнире чемпионата Европы 2008 года.

## Достижения
«Порту»
- Чемпион Португалии: 2007/08, 2008/09
- Обладатель Кубка Португалии: 2008/09